# Weltmeisterschaften im Modernen Fünfkampf 2022
Die Weltmeisterschaften im Modernen Fünfkampf 2022 fanden bei den Herren und den Damen vom 23. bis 31. Juli 2022 in der ägyptischen Stadt Alexandria statt.
Ursprünglich sollten die Weltmeisterschaften in China stattfinden, wurden aufgrund der COVID-19-Pandemie dann aber neu vergeben. Insgesamt 170 Athleten aus 35 Nationen traten zu den Wettkämpfen an.
Erfolgreichste Nation war Südkorea, dessen Sportler zwei WM-Titel und je eine Silber- und Bronzemedaille gewannen. Weltmeister im Einzel wurden der Brite Joseph Choong bei den Herren und die Italienerin Elena Micheli bei den Damen.

## Herren

### Einzel
| Platz | Land                   | Sportler        |
| ----- | ---------------------- | --------------- |
| 1     | Vereinigtes Königreich | Joseph Choong   |
| 2     | Ägypten                | Mohamed Elgendy |
| 3     | Ungarn                 | Balázs Szép     |

### Mannschaft
| Platz | Land        | Sportler                                          |
| ----- | ----------- | ------------------------------------------------- |
| 1     | Frankreich  | Christopher Patte Valentin Prades Valentin Belaud |
| 2     | Ungarn      | Bence Demeter Balázs Szép Csaba Bőhm              |
| 3     | Deutschland | Pele Uibel Marvin Dogue Patrick Dogue             |

### Staffel
| Platz | Land       | Sportler                   |
| ----- | ---------- | -------------------------- |
| 1     | Südkorea   | Jun Woong-tae Jung Jin-hwa |
| 2     | Ägypten    | Eslam Hamad Ahmed Hamed    |
| 3     | Tschechien | Matouš Tůma Filip Houška   |

## Mixed
| Platz | Land                   | Sportler                     |
| ----- | ---------------------- | ---------------------------- |
| 1     | Südkorea               | Kim Sun-woo Jun Woong-tae    |
| 2     | Vereinigtes Königreich | Jessica Varley Joseph Choong |
| 3     | Türkei                 | İlke Özyüksel Buğra Ünal     |

## Damen

### Einzel
| Platz | Land    | Sportlerin      |
| ----- | ------- | --------------- |
| 1     | Italien | Elena Micheli   |
| 2     | Ungarn  | Michelle Gulyás |
| 3     | Türkei  | İlke Özyüksel   |

### Mannschaft
| Platz | Land                   | Sportlerinnen                               |
| ----- | ---------------------- | ------------------------------------------- |
| 1     | Vereinigtes Königreich | Charlie Follett Olivia Green Jessica Varley |
| 2     | Südkorea               | Kim Sun-woo Seong Seung-min Jang Hae-un     |
| 3     | Ungarn                 | Blanka Guzi Sarolta Simon Michelle Gulyás   |

### Staffel
| Platz | Land     | Sportlerinnen              |
| ----- | -------- | -------------------------- |
| 1     | Ägypten  | Haydy Morsy Amira Kandil   |
| 2     | Mexiko   | Mariana Arceo Mayan Oliver |
| 3     | Südkorea | Kim Se-hee Kim Sun-woo     |

## Medaillenspiegel
| Platz | Land                   | Gold | Silber | Bronze | Gesamt |
| ----- | ---------------------- | ---- | ------ | ------ | ------ |
| 01    | Südkorea               | 2    | 1      | 1      | 4      |
| 02    | Vereinigtes Königreich | 2    | 1      | —      | 3      |
| 03    | Ägypten                | 1    | 2      | —      | 3      |
| 04    | Frankreich             | 1    | —      | —      | 1      |
| 04    | Italien                | 1    | —      | —      | 1      |
| 06    | Ungarn                 | —    | 2      | 2      | 4      |
| 07    | Mexiko                 | —    | 1      | —      | 1      |
| 08    | Türkei                 | —    | —      | 2      | 2      |
| 09    | Deutschland            | —    | —      | 1      | 1      |
| 09    | Tschechien             | —    | —      | 1      | 1      |